# Поражение электрическим током

Символ, предупреждающий об опасности поражения электрическим током

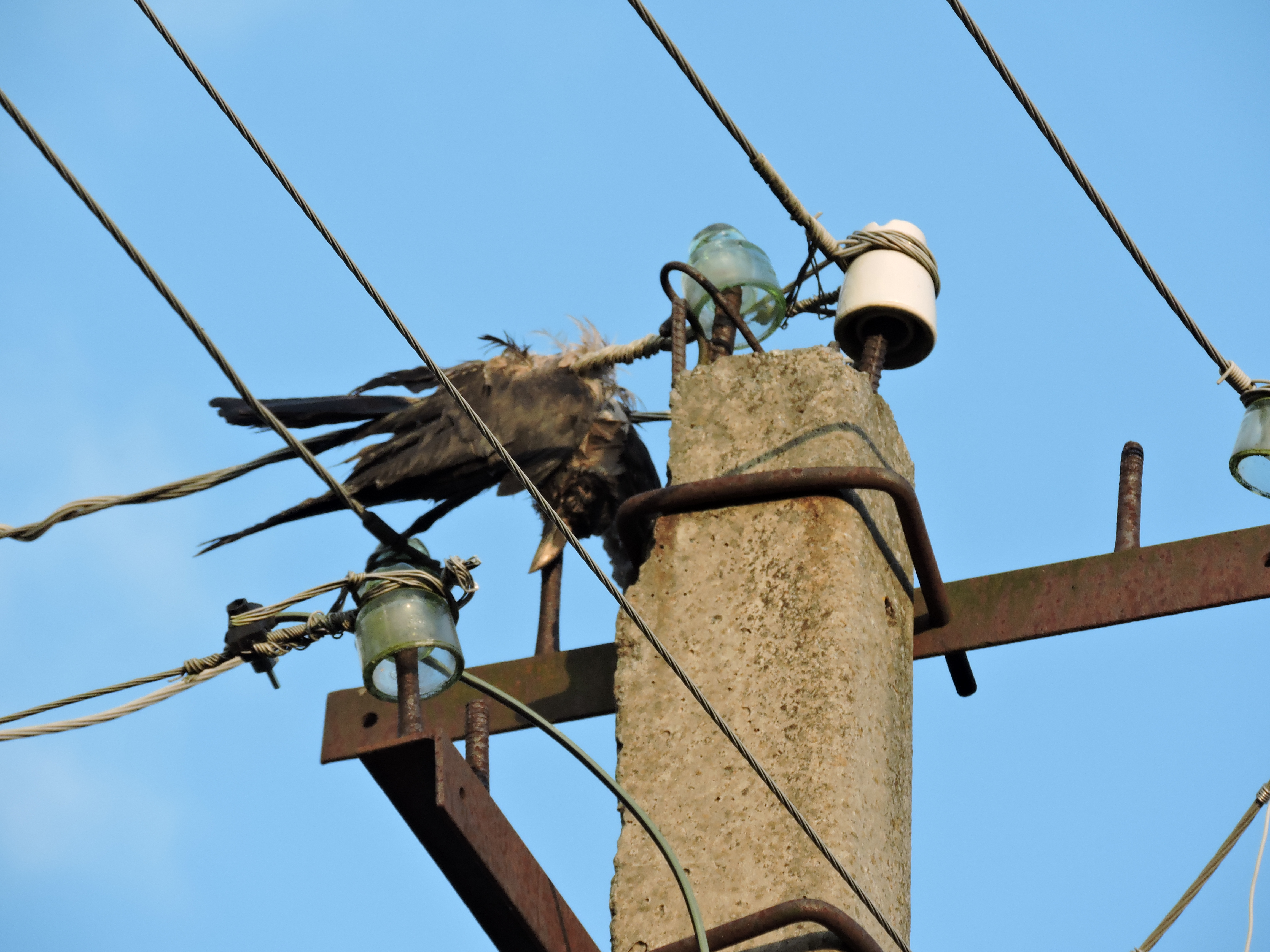
Ворона, погибшая в результате поражения электрическим током на воздушной распределительной линии электропередачи 0.4 кВ

Поражение электрическим током возникает при соприкосновении с электрической цепью, в которой присутствуют источники напряжения и (или) источники тока, способные вызвать протекание тока по попавшей под напряжение части тела. Обычно чувствительным для человека является пропускание переменного тока силой более 1 мА. Кроме того, на установках высокого напряжения возможен удар электрическим током без прикосновения к токоведущим элементам, в результате утечки тока или пробоя воздушного промежутка с образованием электродуги.
Сила поражения и тяжесть зависит от многих факторов: мощности разряда, от времени воздействия, от характера тока (постоянный или переменный), от биологических параметров человека — состояния здоровья, возраста, влажности тела, а также от места соприкосновения и пути прохождения тока по организму.

## Поражающее действие тока на различные органы человека
Тело человека является проводником электрического тока. Сопротивление человека при сухой и неповрежденной коже колеблется от 3 до 100 кОм.
Ток, пропущенный через организм человека или животного, приводит к следующим воздействиям:
- термическому (ожоги, нагрев и повреждение кровеносных сосудов);
- электролитическому (разложение крови, нарушение физико-химического состава);
- биологическому (раздражение и возбуждение тканей организма, судороги);
- механическому (разрыв кровеносных сосудов под действием давления пара, полученного нагревом током крови).

Основным фактором, обуславливающим исход поражения током, является величина тока, проходящего через тело человека. По технике безопасности электрический ток классифицируется следующим образом:
- безопасным считается ток, длительное прохождение которого через организм человека не причиняет ему вреда и не вызывает никаких ощущений, его величина не превышает 50 мкА (переменный ток 50 Гц) и 100 мкА постоянного тока;
- минимально ощутимый человеком переменный ток составляет около 0,6—1,5 мА (переменный ток 50 Гц) и 5—7 мА постоянного тока;
- пороговым неотпускающим называется минимальный ток такой силы, при которой человек уже неспособен усилием воли оторвать руки от токоведущей части. Для переменного тока это около 10—15 мА, для постоянного — 50—80 мА;
- фибрилляционным порогом называется сила переменного тока (50 Гц) около 100 мА и 300 мА постоянного тока, воздействие которого дольше 0,5 с с большой вероятностью вызывает фибрилляцию сердечных мышц. Этот порог одновременно считается условно смертельным для человека.

| Сила тока, мА | переменный ток с частотой 50 — 60 Гц                                                                                             | постоянный ток                                                     |
| ------------- | --- | ------------------------------------------------------------------ |
| 2 — 3         | Сильное дрожание пальцев рук | Не ощущается                                                       |
| 5 — 10        | Судороги рук | Зуд, ощущение нагрева                                              |
| 12 — 15       | Сильные боли в руках, руки трудно оторвать от электропроводов. Состояние терпимо 5 — 10 с                                        | Усиление ощущения нагрева                                          |
| 20 — 25       | Руки парализуются, оторвать их от электропроводов невозможно. Сильные боли. Дыхание затрудняется. Состояние терпимо не более 5 с | Усиление нагрева. Незначительное сокращение мышц рук               |
| 50 — 80       | Паралич дыхания | Сильный нагрев. Сокращение мышц рук. Судороги. Затруднение дыхания |
| 90 — 110      | Паралич дыхания. При контакте более 3 с — паралич сердца                                                                         | Паралич дыхания                                                    |
| 300 и более   | Паралич дыхания и сердца при контакте более 1 с                                                                                  | Поражение дыхания и сердца при контакте более 0,1 с                |

## Клиническая картина
При поражении электрическим током могут наблюдаться нарушения деятельности сердечно-сосудистой системы, дыхания, нервной системы, электроожоги. Время наступления и степень выраженности этих расстройств широко варьируют.
По степени тяжести поражение электрическим током делят на четыре степени:
- Первая степень. Наблюдаются судорожные сокращения мышц без потери сознания.
- Вторая степень. Характерны судорожное сокращение мышц и потеря сознания.
- Третья степень. На фоне судорожного сокращения мышц с потерей сознания имеются нарушения сердечной деятельности или дыхания. Также возможен смертельный исход.
- Четвертая степень. Клиническая смерть. Причиной смерти могут быть: первичный паралич сердца; первичный паралич дыхания; одновременный паралич сердца и дыхания; электрический шок (паралич мозга); тяжелые электроожоги.

При воздействии тока низкого напряжения может возникать спинальный атрофический паралич, обусловленный поражением серого вещества. Его развитие также отсрочено — через недели или месяцы появляется похудание мышц, иннервируемых из сегментов, через которые прошел ток. Через несколько месяцев наступает стабилизация процесса, иногда возможно улучшение.
Поражение головного мозга. Череп имеет высокое сопротивление, предохраняя головной мозг от воздействия электричества. Через него проходит ток только высокого напряжения. Тепло, генерируемое при этом прохождении, вызывает коагуляцию крови в подлежащих дуральных синусах и коагуляционный некроз мозга. Воздействие электротока вызывает и цереброваскулярные осложнения, такие как инфаркт мозга, субарахноидальные и внутримозговые кровоизлияния. Точная причина их развития неизвестна. Вероятно высокая температура вызывает коагуляционый некроз эндотелия и мышечной оболочки сосудов мозга, артерии становятся дилятированными, образуются фузиформные аневризмы. Кроме того может развиться тромбоз, кардиоэмболия из пристеночного тромба, разрыв сосуда. Тромбоз венозных синусов также может быть причиной развития инфаркта мозга. Другими причинами цереброваскулярных осложнений могут быть острая внутричерепная гипертензия (до 400 мм.водн.ст.) и остановка сердца.
В отдаленном периоде после электротравмы иногда развивается психоорганический синдром вследствие прогрессирующей атрофии вещества мозга и гидроцефалии. Характерны упорные головные боли, астенизация, нарушения памяти, эмоциональная и вегетативная лабильность. Нередки также периферические вегетативные синдромы (локальный цианоз, гипергидроз или ангидроз, локальное поседение или выпадение волос и др.). После электротравмы возможны затяжные астенические состояния, при которых часто отмечаются психопатии. Дифференциация указанных синдромов, иногда внешне сходных, требует детального клинического обследования.

### Электроожоги
Электроожог — это повреждение тканей в местах входа, выхода и на пути движения тока.
Электрические ожоги являются частым компонентом электротравмы. Принято различать следующие виды ожогов при электротравме:
- электроожоги (ожог от поражения электрическим током);
- смешанные ожоги (при смешанных поражениях имеется электроожог и термический ожог от пламени электрической дуги или загоревшейся одежды);
- комбинированные поражения (это сочетание электроожогов с механическими повреждениями, часто пострадавшие откидываются в сторону от токонесущих предметов. В результате они могут получить повреждения мягких тканей, костей, закрытые черепно-мозговые травмы)

Электрические ожоги возникают при прохождении через ткань электрического тока значительной силы и напряжения. Так как кожа человека оказывает сильное сопротивление электрическому току, то в местах входа и выхода тока наблюдаются наибольшие повреждения.
Электроожоги делят по глубине поражения в соответствии с классификацией, аналогичной термическим ожогам. Однако электроожоги вызывают почти всегда глубокие повреждения, поэтому поражения I и II бывают редко. В связи с этим оправдано выделять только две степени электроожогов:
- Третья Б степень — некроз кожи и подкожной клетчатки.
- Четвертая степень — некроз мышц и костей.

Наиболее часто приходится встречаться с контактными электроожогами, так называемыми метками тока, которые образуются в местах входа и выхода тока и обусловлены термическим действием и металлизацией вследствие электрохимического действия. Они могут иметь вид от точечного кровоизлияния, резаной или колотой раны, до обугливания части тела. Чаще всего «метки тока» представляют круглый дефект разного цвета (от белесоватого до грязно-бурого). Диаметр их колеблется от нескольких миллиметров до 3 см. В центре имеется углубление с ожогом ткани IIIб степени или даже обугливанием, по краям валикообразное утолщение. Окружающая кожа имеет вид пчелиных сот, образование которых обусловлено «взрыванием» тканевой жидкости (превращается в пар) в момент прохождения тока. Они малоболезненные и не сопровождаются реактивными сосудистыми реакциями. Особенностью электроожогов является потеря чувствительности неповрежденной кожи вблизи зоны повреждения, это обусловлено повреждением нервных волокон и кожных рецепторов.
Глубину поражения при электроожогах определить трудно. Характерно несоответствие видимой поверхности ожога истинному объёму поражения, так как ткани, расположенные под кожей, зачастую погибают на значительно большем расстоянии. Иногда наблюдаются поражения мышц, нервов, кровеносных сосудов и костей. Часто возникают сосудистые расстройства, причины их разнообразны. Крупные сосуды могут быть коагулированы вместе с окружающими тканями, так как вследствие повреждения током их интимы развивается тромбоз.

## Поражение электрическим током в ветеринарии
Электротравмы возникают при неправильном устройстве электрических установок, используемых в животноводстве, отсутствии заземления, соприкосновении животных с плохо изолированными или оборванными проводами или предметами, в результате поломки оказавшимися токонесущими. Легко диагностировать электротравму по характерным нервным явлениям и анамнезу.

## Факты
- Из-за высокого электрического сопротивления человеческих тканей происходит довольно быстрое их нагревание, что вызывает ожоги.
- Даже сравнительно малые напряжения, порядка 110—230 В, при кратковременном контакте с грудной клеткой могут вызывать сбой в работе сердечной мышцы (60 мА для переменного тока, 300—500 мА для постоянного). Удар током также используется для восстановления работы сердца, таким образом устраняя эффект фибрилляции. Такой прибор называется дефибриллятором.
- Удар током может вызвать сбой в работе нервной системы, например, беспорядочные сокращения мышц. Повторяющиеся удары могут вызвать невропатию. Острая электротравма может стать причиной асистолии.
- При поражении головы электрическим током возможна потеря сознания.
- При достаточно высоких напряжении и силе тока могут возникать так называемые электрические дуги, наносящие сильные термические ожоги.